# Pseudomys pilligaensis
Pseudomys pilligaensis є видом гризунів родини Muridae. Його поширення охоплює лісовий регіон Пілліга в Новому Південному Уельсі, Австралія, екземпляри також були відловлені в національному парку Уоррамбангл і природному заповіднику Віталіба. Ця територія складається зі змішаних евкаліптово-калітрисових відкритих лісів із вересовим або чагарниковим підліском на піщаному ґрунті та грядами пісковика. Його природоохоронний статус наразі вказано як «Недостатньо даних» через невирішені питання щодо його таксономічного статусу.

## Морфологічна характеристика
P. pilligaensis — мала коричнева миша із сіро-коричневою верхньою частиною, головою та спиною сірішими, боки червоно-коричневого кольору до білого нижнього. Лапи блідо-рожеві зверху з білими волосками. Довжина голови й тулуба становить 73–80 міліметрів, а хвіст приблизно такої ж довжини або трохи менше. Хвіст блідо-рожевого кольору з чіткою коричневою лінією вздовж верху та невеликим пучком темніших волосків на кінці. Довжина вуха 15–18 міліметрів, вага тварини 10–14 грамів.

## Поведінка
Це нічний вид. Харчується в основному насінням, іноді листям.